# Sunflower (Jolle)
Die Sunflower ist eine Jolle, die aufgrund ihrer Größe auf dem Autodach transportiert werden kann.
Die Sunflower verfügt über ein Lateinersegel mit etwa 5 m² Segelfläche. Der Bootskörper besteht aus EPS mit einer Umhüllung aus ABS und war damit unsinkbar. Von 1972 bis Mitte der 1980er Jahre wurde die Sunflower von der Firma Snark in Hamburg vertrieben. Seit mehr als 20 Jahren hat die Thuro-Plast AG im Schweizer Lichtensteig (Kanton St. Gallen) die Produktion der SNARK Boote übernommen. Die Firma vertreibt auch Ersatzteile. Ein Schwestermodell mit Hochsegel wurde unter dem Namen Sunracer verkauft. Die etwas größeren Schwestermodelle hießen Wildflower und Mayflower.
Durch die große Zahl von mehreren zehntausend verkauften Sunflowers gibt es auch heute (Stand 2008) noch viele dieser Jollen. Auch existiert eine Deutsche Sunflower Klassenvereinigung, die jährlich am Wameler Becken des Möhnesees Regatten mit Sunflowers organisiert. Die Regatten finden meistens am ersten oder zweiten Septemberwochenende beim Gastclub YSM statt.